# Giotto Giannoni
Giotto Giannoni (Monte San Savino, 8 marzo 1895 – Monte San Savino, 6 agosto 1963) è stato un ceramista, artista, scultore e pittore italiano.

## Biografia
Giotto Giannoni che pure non proveniva da famiglia di ceramisti, ma era, si dice, amante del bello e pittore autodidatta, inizia la sua formazione sin da ragazzino nella bottega di un fabbro savinese, dove sembra che più di una volta fosse stato “sorpreso a costruire con la creta minuscole figurine”; erano i primi sintomi della sua vocazione artistica, ed è proprio allora, che egli fece i primi passi nella via della sua arte, “lo studio dei maestri del passato e la frequentazione assidua dei musei completarono la sua maturazione”.
A Giotto piaceva interessarsi d'arte, sapere tutto sulla storia della ceramica di Monte San Savino, dagli etruschi all'era medievale, alle tipologie sempre più vivaci dell'epoca rinascimentale, alle policromie del Sei e del Settecento, alla ceramica del tardo Ottocento e del primo Novecento; tutto un lunghissimo arco di storia che inizia con i capolavori del più grande figlio di Monte San Savino, lo scultore, architetto, ceramista Andrea Sansovino e che nei secoli successivi trova un filo conduttore di mirabile coerenza nell'attività di alcune famiglie savinesi di ceramisti, i cui forni si spengono all'inizio del 900.
Come scrive il Romanelli in un suo studio sulla ceramica savinese, nel volume “Mostra della Ceramica Toscana del 1972": mentre in molte zone la ceramica muore con l'inizio del sec. XX, a Monte San Savino invece continua la sua vita per merito di Aretini ... Giotto Giannoni ... Lapucci ....

### Inizio dell'attività
Sullo scorcio degli anni '10, dopo aver combattuto valorosamente nella Grande Guerra, meritando una Medaglia d'Argento al Valor Militare, iniziò verosimilmente la sua vera e propria attività artistica di ceramista, sia a fianco dell'illustre ceramista savinese Zulimo Aretini, sia interessandosi ancora più assiduamente all'arte, intraprendendo studi sulle origini e la storia della ceramica di Monte San Savino. Da queste profonde radici culturali, il giovane Giotto trasse la conoscenza artistica della ceramica e l'ispirazione per una personale ricerca innovativa.

### La Bottega "Ceramiche San Gallo"
Ben presto tra il 1919 e il 1920 avvia un'attività autonoma associandosi con Donatello Ceppodomo un esperto ceramista torniante. La bottega, assunse il nome di “Ceramiche San Gallo”, ma l'attività passava tra alti e bassi e fu proprio questo che indusse il Ceppodomo a farsi assumere come dipendente. Mancando di alcune conoscenze tecniche, Giotto decise di affinare le sue doti recandosi per alcuni mesi a Verona come decoratore presso la “Industria della Terra Cotta”.
Al suo ritorno Giotto, dotato a questo punto di “solida esperienza tecnica e di mano delicatissima nel graffire e nel dipingere a cui univa un amore per i moduli del passato una forte genialità inventiva”, si mette in proprio, come testimoniano le fatture inviate dal colorificio Romer per la vendita di smalti e colori nel settembre del '23, ancora conservate nell'archivio della famiglia. Probabilmente ha già alle dipendenze Donatello Ceppodomo che il libro-cassa della Ditta registra ininterrottamente fra gli operai dal 1928 al 1944.

### Trasferimento a "le fonti"
Sede originaria della fabbrica era nella parte alta di Monte San Savino all'esterno delle mura castellane di fronte alla Porta Fiorentina, trasferendosi poi nel 1928, in località Le Fonti, dove è ancora l'attuale sede. La bottega raggiunse un notevole successo assumendo con la nuova sede un assetto di maggiore organizzazione. Dal citato libro di cassa in uso dal 1928 al 1944 si ricava l'idea, infatti, di un'azienda solida ed in espansione alla fine degli anni '20. Già nel 1928 lavoravano stabilmente nella fabbrica oltre a Donatello Ceppodomo, Ivo Ficai, Sandro Mincinesi, Manlio Marcucci, Umberto Rossi e Aldo Sabbatini, che Giotto accolse come un figlio ed altri operai che a volte compaiono per lavori occasionali come nel caso di un tal “Paiolo” fornaciaio). Il bilancio economico realizzato nel 1928 porta un utile di 10.520 lire che è pari ad un terzo di tutte le entrate. Proprio questa fiorente attività, questo bel lavorare, fanno sì che nel 1929 si aggiungono alle maestranze Luconi Cavallotti e in particolare il pittore Ovidio Gragnoli che lavora presso la bottega fino a tutto il 1930. Si hanno i primi successi e in un giornale del 1º dicembre 1928, che scrive sulla Mostra Provinciale d'Arte di Arezzo, si legge: “nelle sale della ceramica espongono maestri come Antonio Brogi, Aretini Zulimo e Giannoni Giotto” e continua “Giotto cura la riproduzione degli esemplari, raggiungendo una perfezione tecnica che deriva dalla specializzazione, la quale sarebbe forse, consigliabile ad altri maestri…omissis”. In questi anni di maggiore successo la fabbrica viene anche premiata con Medaglia d'Oro alla Esposizione di Palazzo Vecchio in Firenze nel 1929 e con un premio a Bolzano nel 1930. Sotto la guida di Giotto la bottega fu un vero laboratorio dell'arte ceramica a tutto campo, come testimoniano, tra l'altro, le ordinazioni per opere della più ampia varietà tipologica, da ogni parte del mondo e le specifiche richieste – non di rado assai sofisticate – degli amatori.
Dal libro-cassa risultano anche commesse e clienti importanti: nel 1929 la contessa Guicciardini e nel 1930 Carlo d'Angiò fanno acquisti, nel 1930 risulta una grossa fornitura ad un cliente di Montreal e una seconda a Chicago, nel 1933 una vendita a Miami. Altri nomi di clienti esteri compaiono senza che ne sia indicata la provenienza. Nella tradizione orale, tuttavia, altri clienti importanti frequentarono il laboratorio Giannoni, tra questi Winston Churchill e Casa Savoia per cui venne realizzata una serie di piatti con i ritratti della famiglia.
Negli anni successivi l'attività della fabbrica si riduce, diminuisce il volume d'affari e il personale impiegato: nel 1933 sono impiegati i soli Ceppodomo, Ficai e Sabbatini, e altri operai saltuari, scompaiono le commesse internazionali a causa probabilmente delle vicende politiche; tuttavia anche nel periodo bellico Giotto e i suoi tre collaboratori continuano l'attività pur se con comprensibili modesti risultati commerciali.
La produzione di quegli anni comprende una gamma molto vasta di forme e decori, derivati sia dalla tradizione locale sia dall'inventiva, dalla cultura e dal gusto di Giotto Giannoni, la cui prontezza nell'apprendere la lezione tecnica e artistica degli epigoni della ceramica savinese ottocentesca (non solo gli Aretini, anche i Cungi e gli Anselmi) e di tradurla con un proprio linguaggio marcatamente personale, “nuovo”, in cui confluivano anche le suggestioni della colta maiolica senese e fiorentina; la sua spiccata sensibilità alla decorazione figurativa d'intonazione poetica, di fraseggio lirico–fiabesco, felicemente assecondata dalla proverbiale abilità della mano, rapida e delicatissima nel disegno, nel graffito, nella stesura pittorica, nelle velature; la sua oculatezza nella scelta dei collaboratori di volta in volta i migliori tornianti, decoratori e fornaciari della Val di Chiana e dei dintorni.
La fabbrica, infatti, produce vasi, piatti, scaldini, formelle e immagini sacre, con decori originali della bottega su ingobbio dato a goccia con effetti “a buccia d'arancio”. Abbiamo il decoro “Pesci”, che raffigura con toni tenui e sfumati, scene subacquee; “A foglie e frutta”, un fitto intreccio di elementi vegetali, a volte nella variante con sfondo blu; “Persiano a graffito”, con motivi floreali nei toni del blu, giallo, rosso e verde che si ispira ad antichi motivi orientali ai quali Giotto era particolarmente affezionato, tanto che ancora oggi una ricca raccolta di stampe francesi che raffigurano antiche ceramiche islamiche fa bella mostra di sé nella casa della famiglia; “Geometrico-floreale”, è invece la denominazione di un ornato, dipinto non graffito, in cui le raffigurazioni fitomorfe sono disposte in simmetria e stilizzate con gusto liberty. In questo caso la colorazione è vivace e si aggiungono alla tavolozza i colori del viola e del lilla. Non mancano inoltre tentativi di avvicinarsi maggiormente al gusto decò che aveva conquistato maggiormente la produzione di altre aziende, lo testimonia un vaso a palla a smalto giallo vivace con grafiche geometriche. Altri decori che distinsero la produzione della fabbrica, sono il “Paesaggio toscano”, che raffigura con toni caldi e smorzati paesaggi rurali del centro Italia; il “Gruppo rose” o “decorazione San Savino” , il fiabesco ”Uccellino” in azzurro, o in turchese, a seppia, a sanguigna.

### I Decori
Infine il decoro preferito dallo stesso Giotto, il “Fiore azzurro”, questa sorta di fiordaliso della fantasia, lieve come un piumino, oggi denominato, in omaggio all'ideatore, “Vecchio Giotto”, una originale interpretazione dei motivi settecenteschi, consistente di un bouquet tracciato su ampio fondo bianco con tratto abile e veloce. Questo decoro semplice nell'impianto, ma che richiede gusto, abilità ed esperienza del pittore, sintetizza forse la stessa filosofia produttiva della ceramica di Giotto Giannoni: si tratta di una ceramica che potremmo definire, “colta”, poiché tiene conto, senza stravolgimenti, delle tradizioni e dei decori affermatisi nel tempo, rifuggendo tuttavia dalla pedissequa imitazione per proporre stili originali di buon disegno e di qualità tecnica elevata. Tutti questi decori, ora gelosamente custoditi nella raccolta-museo della fabbrica, quasi dei prototipi che in seguito si sono evoluti, danno vita all'ormai inconfondibile “stile Giotto”, le cui caratteristiche, come scrive Diana Palma in un suo articolo “rimarranno punti fermi ed importanti nell'arte della ceramica”.
Siamo alle porte della seconda guerra, la bottega conta pochi fedeli rimasti al fianco di Giotto, che affina sempre di più il suo stile ormai popolarissimo tanto da attirare l'interesse di numerosi collezionisti e compratori privati. Nel '42 addirittura, grazie alla magnifica creazione di un vaso decorativo, partecipa al IV Concorso Nazionale della Ceramica di Faenza.
Le vicende della fabbrica nel secondo dopoguerra vedono una rapida ripresa dell'attività con immediate affermazioni: è, infatti, del 1946 la Medaglia d'Argento conseguita alla Mostra dell'Artigianato di Roma, un'altra nel 1949 alla Fiera di Arezzo da parte della International Columbus Association e ancora a Bolzano nel 1954. In quegli anni s'inserisce attivamente nell'azienda il figlio Araldo (30.10.1937), - dal matrimonio di Giotto con Angiola Sorini nel 1935 erano nati i figli Giorgio e Araldo – che si forma sia come modellatore e torniante sia come pittore. Giotto si spense nel 1963, dopo una malattia di tre anni, che, però non lo dissuase dal continuare a creare opere meravigliose e a trasmettere il suo insegnamento tecnico e i suoi intendimenti artistici ai figli Giorgio e Araldo (in seguito Giorgio intraprenderà un altro mestiere che lo allontanerà dalla fabbrica).